# Helma Orosz

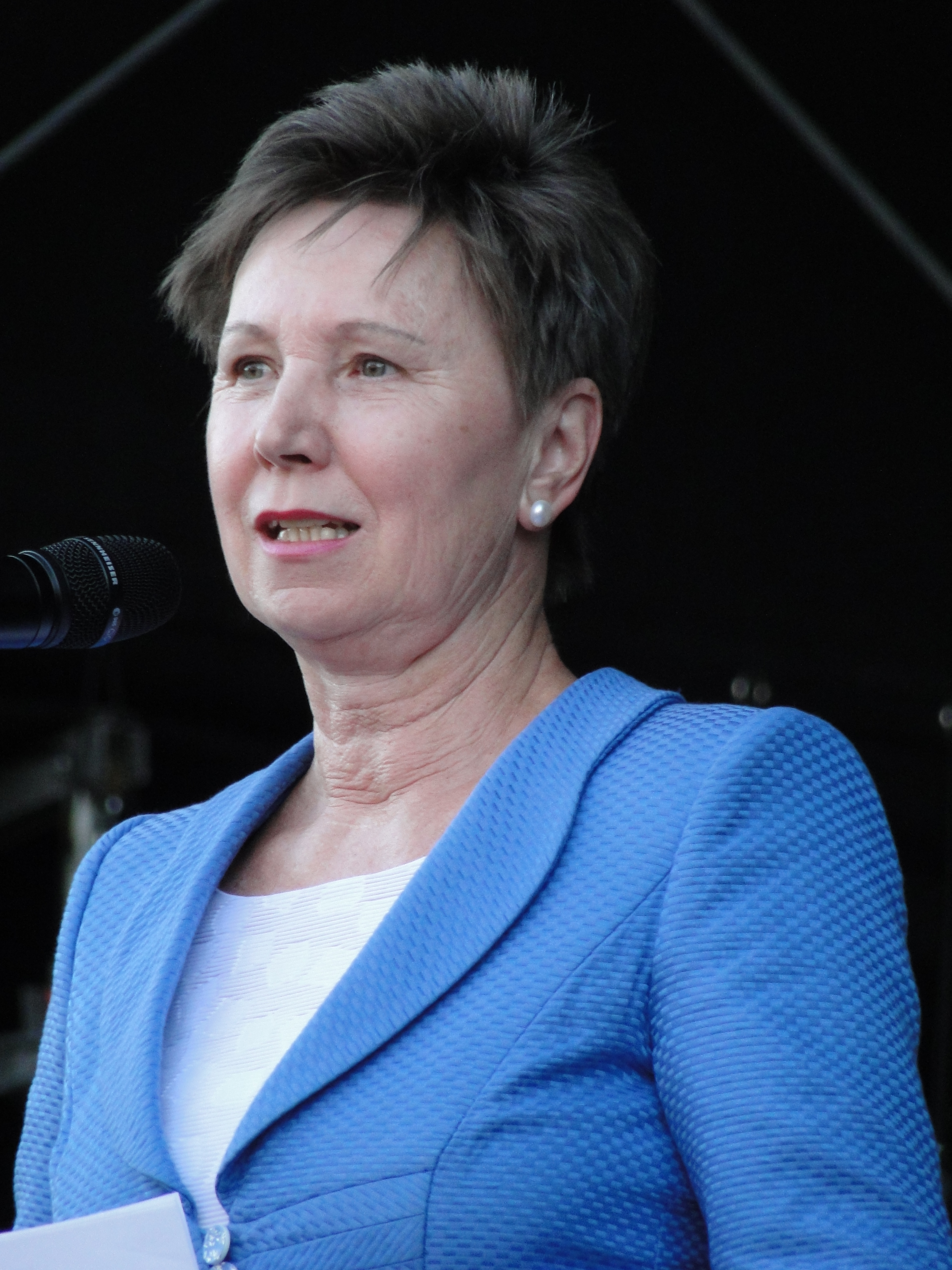
Helma Orosz, 2013

Helma Ulrike Orosz [ˈɔrɔs] (* 11. Mai 1953 in Görlitz) ist eine ehemalige deutsche Politikerin (CDU). Sie war von 2003 bis 2008 sächsische Staatsministerin für Soziales, anschließend bis 2015 Oberbürgermeisterin von Dresden.

## Berufliche Laufbahn
Nach dem Abschluss der Polytechnischen Oberschule (POS) lernte sie an der Medizinischen Fachschule Görlitz und schloss 1972 mit dem Beruf der Krippenerzieherin ab. Neben der Berufstätigkeit absolvierte sie eine Qualifizierung zur Krippenleiterin an der Betriebsakademie Cottbus (1976–1978). Seit 1975 arbeitete sie als stellvertretende Krippenleiterin in Weißwasser in der Oberlausitz, bevor sie 1979 die Leitung einer Kindereinrichtung übernahm. Ab 1989 war sie Leiterin der Kreiskrippenvereinigung Weißwasser. 
Orosz wurde 1990 Gesundheits- und Sozialdezernentin im Landratsamt Weißwasser und behielt diese Funktion nach der Kreisfusion 1994 auch im Niederschlesischen Oberlausitzkreis. Von 1998 bis 2001 belegte sie eine berufsbegleitende Weiterbildung in der Fachrichtung Verwaltungsbetriebswirtschaftslehre an der privaten Sächsischen Verwaltungs- und Wirtschafts-Akademie in Bautzen und schloss diese mit einem Fortbildungszeugnis Verwaltungs-Betriebswirtin (VWA) ab.

## Politische Laufbahn
Orosz trat 2000 in die CDU ein und wurde 2001 Oberbürgermeisterin in Weißwasser/Oberlausitz. Zwei Jahre später legte sie dieses Amt nieder, als sie nach dem Rücktritt von Christine Weber am 10. Juli 2003 zur sächsischen Staatsministerin für Soziales im Kabinett Milbradt I ernannt wurde. Nach der Landtagswahl 2004 behielt sie das Ministeramt im schwarz-roten Kabinett Milbradt II. Zudem gehörte sie von 2004 bis 2008 als Abgeordnete des Wahlkreises Niederschlesische Oberlausitz 1 dem Sächsischen Landtag an.

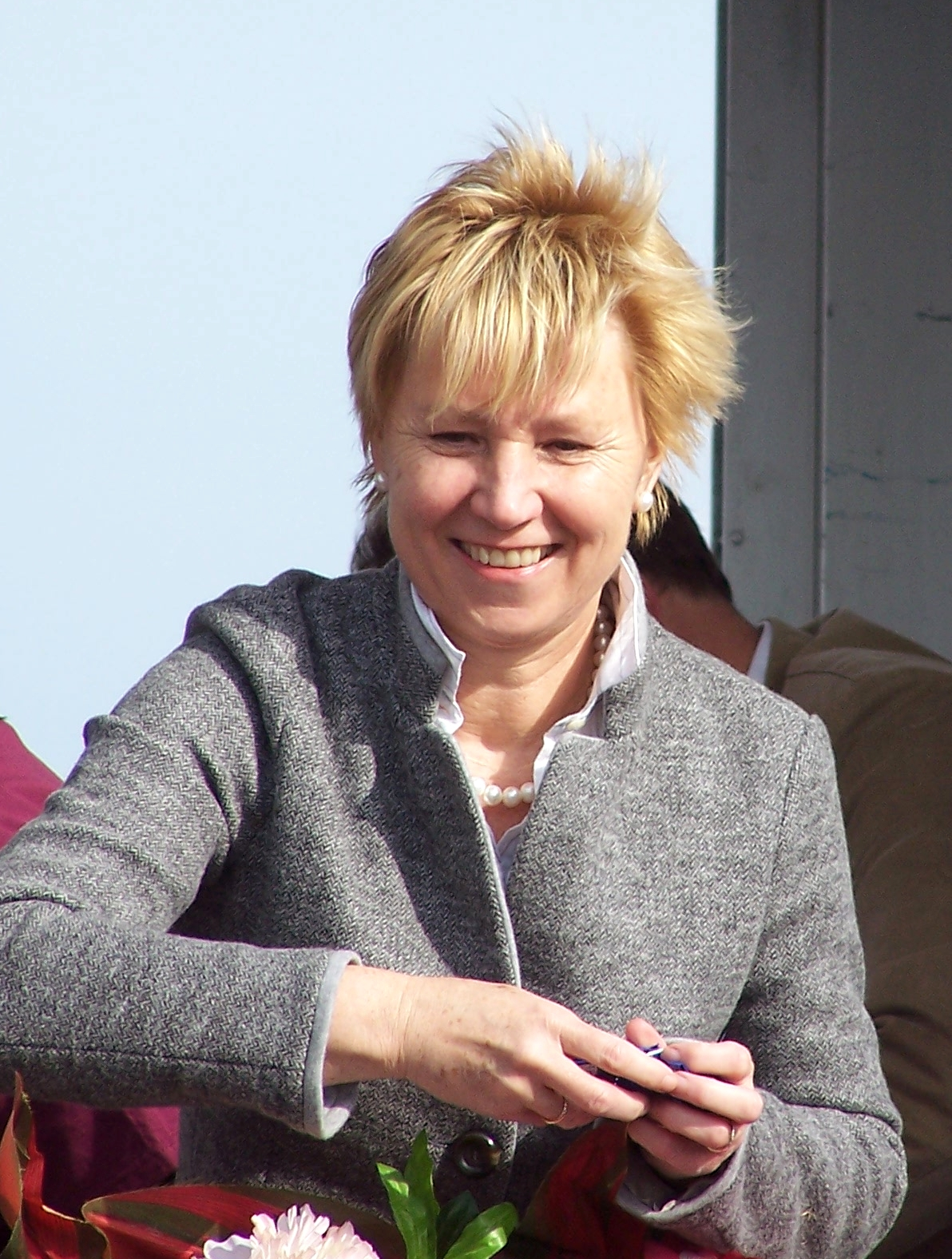
Orosz beim Dixielandfestival 2010

In Vorbereitung der Oberbürgermeisterwahl 2008 in Dresden wurde sie von einer parteiinternen Findungskommission und dem damaligen sächsischen Ministerpräsidenten Georg Milbradt als Kandidatin den CDU-Mitgliedern vorgeschlagen. Am 10. November 2007 wählte sie der 33. Kreisparteitag der Dresdner CDU mit 97,8 % der Stimmen zur Oberbürgermeisterkandidatin. Sie sollte den 2001 verlorenen OB-Posten für die CDU zurückgewinnen. Im ersten Wahlgang am 8. Juni 2008 verfehlte sie mit 47,61 % die absolute Mehrheit. Im zweiten Wahlgang am 22. Juni 2008 setzte sie sich mit 64,04 % gegen Klaus Sühl (Die Linke, 31,12 %) und drei weitere Kandidaten durch. Aufgrund einer Wahlanfechtung setzte der Stadtrat sie zunächst als Amtsverweserin ein. Am 20. November 2008 fand ihre Ernennung statt. Danach übernahm Volker Schimpff ihr Landtagsmandat, Christine Clauß wurde neue Sozialministerin. Am 14. November 2009 wurde sie auf dem Landesparteitag zu einer der stellvertretenden Vorsitzenden der CDU Sachsen gewählt.
Orosz sprach sich als Oberbürgermeisterin im Dresdner Brückenstreit für den Weiterbau der umstrittenen und von der UNESCO abgelehnten Waldschlößchenbrücke aus. Als Vorhaben ihrer Amtszeit benannte sie in der Antrittsrede unter anderem, die UNESCO davon zu überzeugen, dass Waldschlößchenbrücke und Welterbetitel gemeinsam möglich sind, sowie die Schuldenfreiheit Dresdens zu erhalten. Mit Ersterem scheiterte sie letztlich im Juni 2009.
Am 7. Februar 2011 unterzog sie sich einer Brustkrebs-Operation. Erst ein Jahr später, am 1. März 2012 nahm sie ihre Amtsgeschäfte wieder auf. In dieser Zeit wurde sie vom Dresdner Wirtschaftsbürgermeister Dirk Hilbert (FDP) vertreten.
Im Herbst 2014 bemühte sich Orosz zunächst um Dialog mit den islam- und ausländerfeindlichen Pegida-Demonstranten, die in Dresden wöchentlich große Versammlungen abhielten. Im Januar 2015 riefen Orosz und der sächsische Ministerpräsident Stanislaw Tillich jedoch gemeinsam zu einer Großkundgebung für Weltoffenheit, gegen Ausländerfeindlichkeit und Intoleranz auf.
Aufgrund ihrer angeschlagenen Gesundheit trat sie rund fünf Monate vor dem regulären Ablauf ihrer Amtszeit am 28. Februar 2015 von ihrem Amt als Oberbürgermeisterin zurück. Ihr Stellvertreter Dirk Hilbert übernahm am 2. März 2015 die Amtsgeschäfte und wurde im Juli desselben Jahres zum neuen Oberbürgermeister gewählt. Während und nach beiden Ereignisse hat sie sich fortschreitend-krankheitsbedingt inzwischen völlig in ihr Privatleben zurückgezogen.
Orosz ist geschieden, hat eine Tochter und zwei Enkel; ihr Schwiegersohn Thomas Krahl ist seit 2019 Bürgermeister von Bad Muskau. Sie wohnt im Dresdner Stadtteil Loschwitz.

## Sonstiges

### Ehrungen

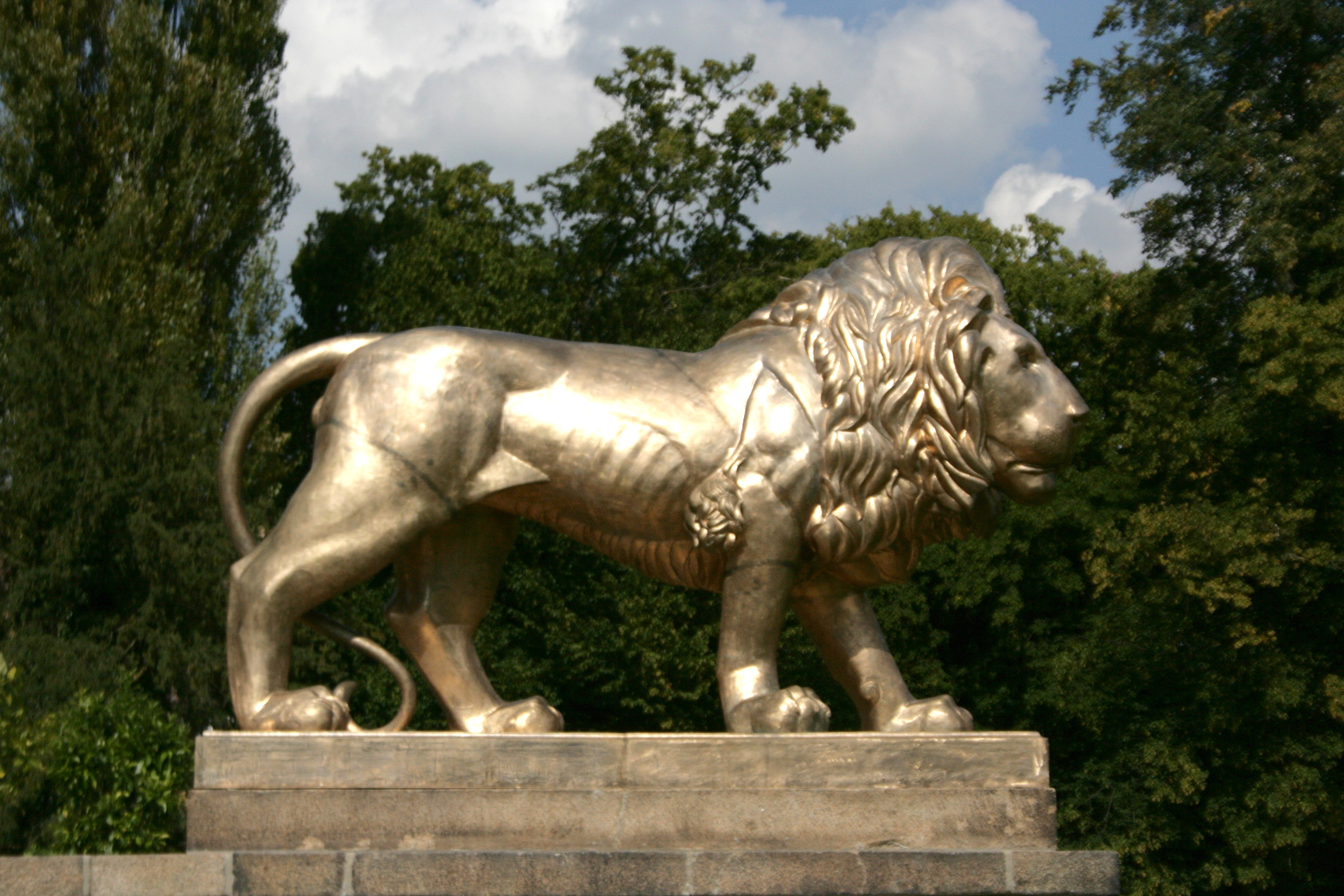
Der erste der beiden Löwen im Weltkulturerbe Fürst-Pückler-Park Bad Muskau

Helma Orosz war von dessen Gründung an im Mai 2004 bis November 2010 Vorsitzende des Fördervereins Fürst-Pückler-Park Bad Muskau e. V. Unter ihrer Leitung hat der Verein über 100.000 Euro zur Wiederaufstellung der beiden Löwenplastiken vor dem Neuen Schloss im Muskauer Park, der damals einzigen sächsischen Welterbestätte, gesammelt. Am 14. August 2009 wurde der erste der in Lauchhammer gegossenen Löwen aufgestellt, am 1. April 2010 folgte der zweite.
Am 30. Mai 2015 wurde ihr von Landtagspräsident Matthias Rößler „für ihre Verdienste als Staats- und Stadtfrau um die freiheitliche demokratische Entwicklung in Sachsen, im Niederschlesischen Oberlausitzkreis und in Dresden“ die Sächsische Verfassungsmedaille verliehen.

### Künstlerische Auseinandersetzungen
In ihrem Bild „Frau Orosz wirbt für das Welterbe“ stellte die Dresdner Malerin Erika Lust die Oberbürgermeisterin nur mit Strumpfhalter und Amtskette bekleidet vor der Waldschlösschenbrücke dar. Orosz erwirkte gegen Lust am 3. Dezember 2009 vor dem Landgericht Dresden ein vorübergehendes Veröffentlichungsverbot. Das Gericht entschied im Eilverfahren, dass das Bild Oroszs Persönlichkeitsrechte verletze. Am 16. April 2010 hob das Oberlandesgericht Dresden das Verbot auf, da das Gemälde nach Ansicht der Richter „ein Bildnis der Zeitgeschichte und eine satirische Darstellung“ sei. Das Persönlichkeitsrecht der Klägerin habe hinter die Meinungs- und Kunstfreiheit der Beklagten zurückzutreten (Az.: 4 U 127/10). Gegen das Urteil war kein weiterer Rechtszug mehr möglich. Da Helma Orosz eine Klage beim Bundesverfassungsgericht ablehnte, war damit das Verfahren abgeschlossen.

## Kabinette
- Kabinett Milbradt I, Kabinett Milbradt II, Kabinett Tillich I